# Turkey Juniors 2013
Das Turkey Juniors 2013 fand als bedeutendstes internationales Nachwuchsturnier der Türkei im Badminton vom 8. bis zum 14. Februar 2013 in Izmir statt. Es war die erste Auflage der Veranstaltung.

## Sieger und Platzierte
| Disziplin    | Gold                            | Silber                            | Bronze                              |
| ------------ | ------------------------------- | --------------------------------- | ----------------------------------- |
| Herreneinzel | Kirill Boyarskiy                | Sinan Zorlu                       | Yusuf Ramazan Bay                   |
| Herreneinzel | Kirill Boyarskiy                | Sinan Zorlu                       | Enis Sesalan                        |
| Dameneinzel  | Victoria Dergunova              | Elizaveta Pyatina                 | Natalia Rogova                      |
| Dameneinzel  | Victoria Dergunova              | Elizaveta Pyatina                 | Busenur Korkmaz                     |
| Herrendoppel | Kirill Boyarskiy Andrey Dolotov | Rodion Kargaev Alexandr Zinchenko | Yusuf Ramazan Bay Sinan Zorlu       |
| Herrendoppel | Kirill Boyarskiy Andrey Dolotov | Rodion Kargaev Alexandr Zinchenko | Rodion Alimov Alexandr Kozyrev      |
| Damendoppel  | Busenur Korkmaz Özge Toyran     | Olga Morozova Natalia Rogova      | Alina Davletova Anastasia Ronzhina  |
| Damendoppel  | Busenur Korkmaz Özge Toyran     | Olga Morozova Natalia Rogova      | Alida Chen Cheryl Seinen            |
| Mixed        | Muhammed Ali Kurt Özge Toyran   | Alexandr Zinchenko Olga Morozova  | Ruben Jille Cheryl Seinen           |
| Mixed        | Muhammed Ali Kurt Özge Toyran   | Alexandr Zinchenko Olga Morozova  | Kirill Boyarskiy Victoria Dergunova |